# Gliese 1214

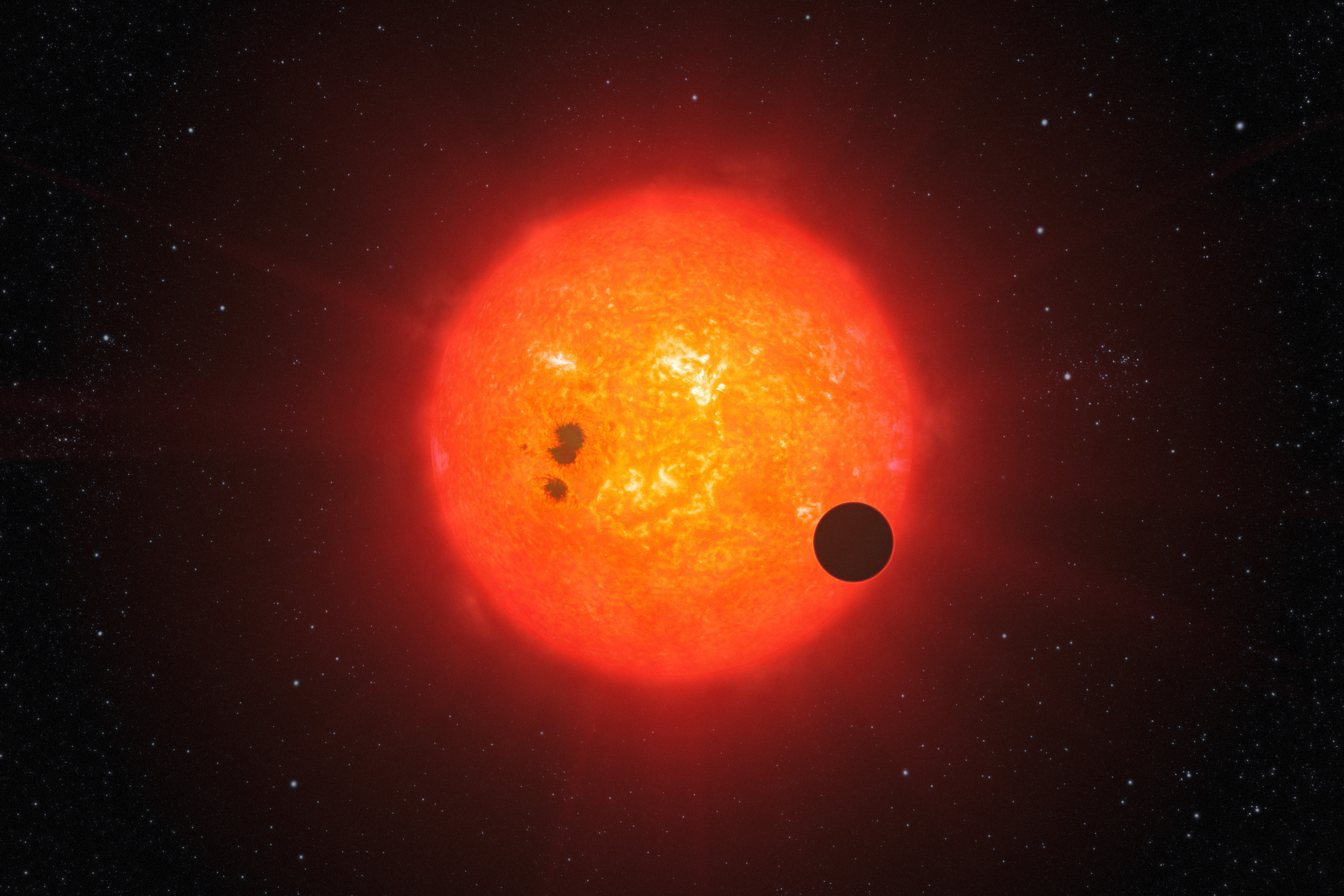
Representação artística de Gliese 1214.

Gliese 1214, também conhecido como GJ 1214 (Gliese-Jahreiss 1214), é uma estrela anã vermelha de tipo espectral M4.5 que está na constelação de Ophiuchus e possui uma magnitude aparente de 14,67. Está a cerca de 40 anos-luz da Terra. Tem cerca de 20% da largura do Sol com uma temperatura de superfície estimada em 3.000 K (2.730°C ou 4.940°F). Sua luminosidade é de apenas 0,3% a do Sol.

## Sistema planetário
Na metade de dezembro de 2009, uma equipe de astrônomos anunciou a descoberta de um planeta extrassolar, Gliese 1214 b, composto largamente de água e com a massa e diâmetro de uma superterra.
| Nome | Massa (MJ)      | Semieixo maior (UA) | Período orbital (dias) | Excentricidade |
| ---- | --------------- | ------------------- | ---------------------- | -------------- |
| b    | 0,0179 ± 0,0027 | 0,0143 ± 0,0019     | 1,5803925 ± 0,0000117  | <0,27          |